# Caledothele tristata
Caledothele tristata är en spindelart som beskrevs av Raven 1991. Caledothele tristata ingår i släktet Caledothele och familjen Dipluridae.
Artens utbredningsområde är Nya Kaledonien. Inga underarter finns listade.